# Birgit Åkesson

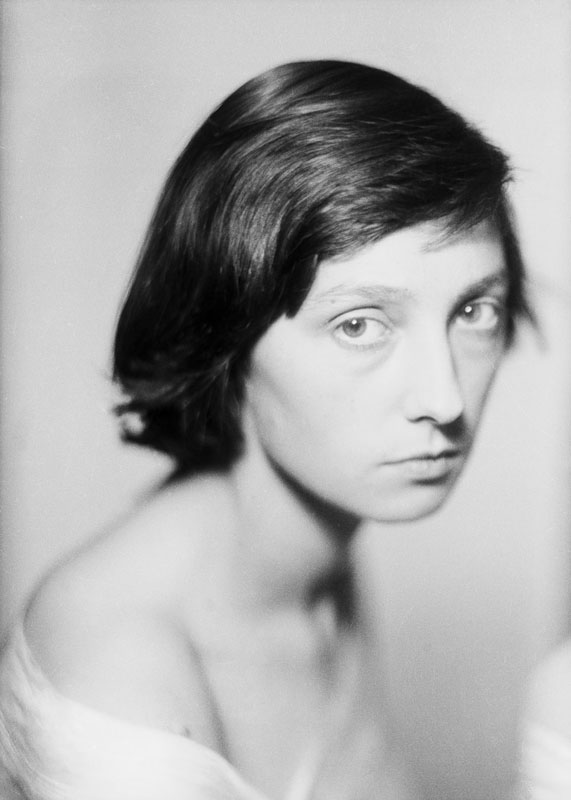
Birgit Åkesson, 1950.

Anna Ida Birgit Åkesson, född 24 mars 1908 i Malmö, död 24 mars 2001 i Stockholm, var en svensk koreograf, dansare, dansforskare och grafiker.

## Biografi
Birgit Åkesson utbildade sig till dansare 1929–1931 vid Mary Wigmans skola i Dresden och tog starkt intryck av  Wigman. Men efter att ha dansat hos henne i några år kände Åkesson att hon ville något helt annat med sin konst, något som hon inte riktigt kunde sätta fingret på än. Hon ville utforska kroppens möjligheter och begränsningar. Hon bestämde sig då för att åka till Paris och ensam börja om från noll. Enligt egen uppgift lyssnade hon till sin kropp och de minnen som fanns lagrade i den. År 1934 debuterade hon med egen koreografi vid Théâtre du Vieux-Colombier i Paris, men det riktiga genombrottet kom först år 1951, då hon framförde två solon, varav ett i total tystnad. Efter dessa framträdanden jublade festivalledningen och pressen gick i taket. Hon blev snart en av de ledande figurerna inom den europeiska avant garde-dansen.
På 1950-talet arbetade hon tillsammans med text- och musikskrivare som Erik Lindegren och Karl-Birger Blomdahl, samt scenografer, och skapade olika verk vid Kungliga Teatern i Stockholm. Främst skapade de baletter, men också dansscener som i operan Aniara där Åkessons roll i 1959 års uppsättning hör till de mest berömda. Aniara var ett exempel på ett avantgardistiskt formspråk inom fridansen. Birgit Åkesson blev en av Sveriges mest banbrytande koreografer under 1900-talet.

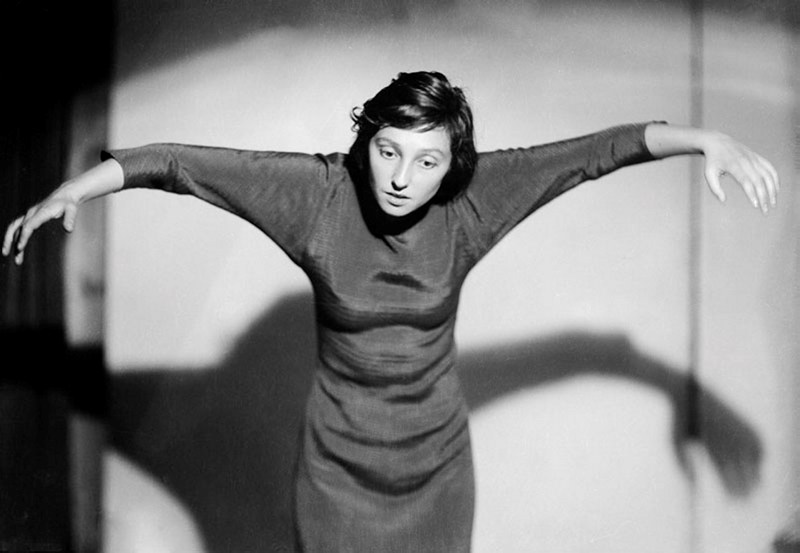
Porträtt av koreografen och dansaren Birgit Åkesson.

1967 lämnade hon Operan och ägnade därefter mycket tid åt forskningsresor. Åkesson ville hitta dansens riktiga väsen och rötter, vilket förde henne till Afrika. Hon menade att dansen i Europa hade tappat kontakt med sitt ursprung, och att bästa stället att kunna studera ursprunget var i Afrika. Därifrån fick hon med sig ett antal dansmasker från olika länder. Efter Åkessons död donerades hennes samling av dansmasker till Etnografiska museet i Stockholm, som visade dem i en utställning år 2008.  
Som grafiker arbetade hon med träsnitt och medverkade i utställningar arrangerade av Föreningen Original träsnittet. Åkesson är representerad vid Göteborgs museum.
År 1998 tilldelades hon Svenska Akademiens stora pris. Hon promoverades till filosofie hedersdoktor vid Stockholms universitet 1999.
Birgit Åkesson var dotter till byggmästaren Nils Åkesson och Ida Olsson i Malmö. Hon gifte sig 1935 med den tjeckoslovakiske författaren Josef Paul Hodin (1905–1995). Efter äktenskapets upplösning var hon sammanboende 1946–1955 med arkitekten och konstnären Egon Möller-Nielsen. Med honom fick hon en dotter, Mona (1946–2010), som blev konstvetare och gifte sig med Carl Fredrik Reuterswärd.

## Filmografi
- 1948 – Fruktbarhet
- 1954 – Balettprogram

## Koreografi
- 1948 – Fruktbarhet

## Priser och utmärkelser
- 1962 – Carina Ari-medaljen
- 1980 – Läkerols svenska kulturpris
- 1987 – Teaterförbundets guldmedalj för "utomordentlig konstnärlig gärning"
- 1992 – Professors namn
- 1998 – Svenska Akademiens stora pris
- 1998 – Filosofie hedersdoktor vid Stockholms universitet
- 2000 – Sydsvenska Dagbladets kulturpris